# Brooksburg
Brooksburg est une municipalité américaine située dans le comté de Jefferson en Indiana.
Lors du recensement de 2010, sa population est de 81 habitants. La municipalité s'étend alors sur une superficie de 0,11 mille carré (0,28 km2).
La localité est fondée en 1843 et nommée d'après Noah Brooks, l'un de ses fondateurs. Elle porte un temps le nom de Brooksburgh avant d'adopter son nom orthographe actuelle en 1893.